# Spirostreptidae
Famille
Les Spirostreptidae sont une famille de diplopodes de l'ordre des Spirostreptida. Elle comporte une centaine de genres répartis entre Amérique du Nord, Amérique du Sud, Méditerranée orientale, Afrique continentale, Madagascar et les Seychelles.

## Liste des genres
Selon GBIF (23 août 2023) :
- Alloporus Porath, 1872
- Anastreptus Cook, 1896
- Anethoporus Chamberlin, 1918
- Aprosphylostreptus Hoffman, 1980
- Archispirostreptus Silvestri, 1895
- Attemsostreptus Verhoeff, 1941
- Aulonopygus Attems, 1914
- Autostreptus Silvestri, 1905
- Bicoxidens Attems, 1928
- Brasilostreptus Verhoeff, 1938
- Brevitibius Attems, 1950
- Bucinogonus Demange & Mauriès, 1975
- Cacuminostreptus Mwabvu, 2010
- Calathostreptus Schubart, 1959
- Calostreptus Cook, 1896
- Camaricoproctus Attems, 1926
- Carlostreptus
- Cearostreptus Schubart, 1945
- Charactopygus De Saussure & Zehntner, 1902
- Choristostreptus Hoffman, 2008
- Cladodeptus Chamberlin, 1941
- Cladostreptus Brölemann, 1902
- Cochleostreptus Demange & Mauriès, 1975
- Conchostreptus Schubart, 1945
- Demangeptus Mauriès, 1975
- Dendrostreptus Hoffman & Howell, 1983
- Diaporus Silvestri, 1897
- Dicyclostreptus Mauriès, 1975
- Doratogonus Attems, 1914
- Eiphorus Chamberlin, 1951
- Elkestreptus Hoffman & Howell, 1996
- Epistreptus Silvestri, 1897
- Eumekius Attems, 1914
- Exallostreptus Hoffman, 1988
- Exospermitius Verhoeff, 1942
- Furcillogonus Demange & Mauriès, 1975
- Globanus Attems, 1914
- Gonepityche Hoffman & Knight, 1967
- Graphidostreptus
- Guanabarostreptus Schubart, 1960
- Guaporeptus Hoffman, 1988
- Guyanostreptus Jeekel, 1999
- Gymnostreptus Brölemann, 1902
- Haplogonopus Verhoeff, 1941
- Helicogonus Verhoeff, 1943
- Helictostreptus Hoffman, 2010
- Hemigymnostreptus Schubart, 1950
- Heteropyge Silvestri, 1897
- Heterostreptus Schubart, 1968
- Humilistreptus Demange, 1958
- Hyloecostreptus Hoffman, 2005
- Ischiotrichus Attems, 1950
- Isophyllostreptus Brölemann, 1919
- Isoporostreptus Silvestri, 1898
- Kartinikus Attems, 1914
- Lemostreptus Cook, 1896
- Limnostreptus Hoffman, 2008
- Lobogonus Demange, 1971
- Lophostreptus Cook, 1895
- Macrolenostreptus Attems, 1914
- Mardonius Attems, 1914
- Mayastreptus Hoffman, 1998
- Megagymnostreptus Schubart, 1950
- Metriostreptus Silvestri, 1910
- Microtrullius Attems, 1950
- Myostreptus Cook, 1896
- Namibostreptus Mwabvu, Hamer, Slotow & Barraclough, 2009
- Nanostreptus Silvestri, 1897
- Nodopyge Brandt, 1841
- Obelostreptus Attems, 1909
- Odontostreptus Attems, 1914
- Ophistreptus Silvestri, 1897
- Oreastreptus Hoffman, 1956
- Orthoporoides Krabbe, 1982
- Orthoporus Silvestri, 1897
- Otostreptus Attems, 1910
- Plagiotaphrus Attems, 1914
- Plusioporus Silvestri, 1895
- Porostreptus Cook, 1896
- Principestreptus Hoffman, 1996
- Pseudotibiozus Demange, 1970
- Ptenogonostreptus Schubart, 1945
- Ptilostreptus Cook, 1896
- Rhamphostreptus Schubart, 1969
- Rhapidostreptus Silvestri, 1910
- Rondostreptus Hoffman, 2011[3]
- Rutabulogonus Demange & Mauriès, 1975
- Sagmatostreptus Hoffman & Enghoff, 2011
- Scaphiostreptus Brölemann, 1902
- Sechelleptus Mauriès, 1980
- Sechelleptus Mauriès, 1980
- Sooretama Schubart, 1945
- Sphaeromerus Attems, 1950
- Spirocyclistus Brandt, 1833
- Spiropoeus Brandt, 1833
- Spirostreptus Brandt, 1833
- Streptolus Chamberlin, 1951
- Synophryostreptus Attems, 1926
- Taitastreptus VandenSpiegel, 2001
- Telodeinopus Verhoeff, 1941
- Thiangetastreptus Mwabvu & Vandenspiegel, 2007
- Tibiozus Attems, 1950
- Tomogonopus Sierwald & Mauriès, 2017
- Tomogonus
- Trachystreptus Cook, 1895
- Treptogonostreptus Hoffman, 1984
- Triaenostreptus Attems, 1914
- Trichogonostreptus Carl, 1918
- Tropostreptus Enghoff, 2017
- Tubostreptus Schubart, 1950
- Urostreptus Silvestri, 1897
- Urotropis Silvestri, 1896
- Vilcastreptus Hoffman, 1988

## Systématique
Selon les sources, cette famille est attribuée en 1833 à Johann Friedrich von Brandt ou, en 1894, à Reginald Innes Pocock.